# Новоклязьминское
Новокля́зьминское — село в Южском районе Ивановской области, административный центр Новоклязьминского сельского поселения.

## География
Село находится в южной части Южского района, в 16,5 км к югу от Южи (18,8 км по автодорогам). Как следует из названия, Новоклязьминское расположено недалеко от реки Клязьма в её нижнем течении, на берегу озера Нефро, являющегося старицей Клязьмы. Улицы Подмарочная, Полевая, Придорожная, Старая.

## История
В первый раз церковь в селе Рыло построена в 1720 году, а до этого времени Рыло было деревней. Новопостроенная церковь была освящена во имя Рождества Христова. Около 80-х годов XVIII века сгорела, вместо неё вновь построена была деревянная церковь, приобретенная в Егорьеве в 1784 году, в ней был только один придел во имя Рождества Христова. В 1799 году выстроена была теплая деревянная церковь в честь Казанской иконы Божьей Матери. В 1823 году вместо деревянных церквей в селе Рыло начато строительства каменного храма, трапеза освящена в 1825 году, а главный храм только в 1838 году. Престолов в этом храме было два: главный — в честь Рождества Христова, в трапезе теплой — в честь Казанской иконы Божьей Матери. В селе Рыло с 1872 года существовала земская народная школа, учащихся в 1897 году было 82.
В XIX и первой четверти XX века село Рыло входило в состав Рыльской волости Вязниковского уезда Владимирской губернии.
С 1929 года село являлось центром Рыльского сельсовета Южского района.
В 1981 году Указом Президиума Верховного Совета РСФСР село Рыло переименован в Новоклязьминское.

## Население
| 1859 | 1905 |
| ---- | ---- |
| 378  | 543  |

| 1859 | 1905 | 2010 |
| ---- | ---- | ---- |
| 378  | ↗543 | ↘255 |

## Инфраструктура
Проведена телефонная линия, село не газифицировано. Имеются почтовое отделение, дом культуры, основная общеобразовательная школа.

## Русская православная церковь
Церковь Рождества Христова (построена в 1823-28 гг, реконструирована в 1905 г.) Сохранились фрагменты масляной живописи 2-й половины 19 века.